# Dolichopus basalis
Dolichopus basalis är en tvåvingeart som beskrevs av Friedrich Hermann Loew 1859. Dolichopus basalis ingår i släktet Dolichopus och familjen styltflugor. Inga underarter finns listade i Catalogue of Life.